# Bariyarpur (Bara)
Pour les articles homonymes, voir Bariyarpur.
Bariyarpur (en népalais : बरियारपुर) est un comité de développement villageois du Népal situé dans le district de Bara. Au recensement de 2011, il comptait 11 637 habitants.